# Galtasjö, Västergötland
Galtasjö är en sjö i Bollebygds kommun i Västergötland och ingår i Rolfsåns huvudavrinningsområde.